# 岡崎次郎
岡崎 次郎（おかざき じろう、男性、1904年〈明治37年〉6月29日 - 1984年〈昭和59年〉9月30日以降?）は、日本のマルクス経済学者、翻訳家。マルクスの大著『資本論』の翻訳で知られる。

## 経歴
北海道江差生まれ。第一高等学校を経て、1927年（昭和2年）に東京帝国大学文学部、1929年（昭和4年）に同経済学部を卒業。
戦後、1950年（昭和25年）より九州大学教養部教授。ついで法政大学経済学部教授となる。1968年（昭和43年）法政大学教授を辞任、以降は著述業に専念した。

### 晩年
1983年（昭和58年）に青土社から出版した『マルクスに凭（）れて六十年　自嘲生涯記』という自伝で向坂逸郎を批判。本書を友人・知人らに献本し、さりげなく別れの会を持った岡崎は、「これから西の方へ行く」という言葉を残して、80歳となる直前の翌1984年（昭和59年）6月6日からクニ夫人とともに死出の旅に出た。
全ての家財を整理し、東京・本郷の自宅マンションを引き払った夫婦の足取りは、品川のホテルに投宿したのを皮切りに、伊豆の大仁温泉・浜松・京都・岡山・萩・広島などを巡ったことがクレジットカードの使用記録から確認された。そして同年9月30日に大阪のホテルに宿泊したのを最後に足取りが途絶え、現在でも生死は確認されていないという(2025年7月現在、失踪宣告がなされているかどうかは不明である)。

## 研究内容と業績
戦後にマルクス経済学者の大御所であった向坂逸郎名義で出版された岩波文庫版の『資本論』の翻訳を「下訳」として請け負った。岡崎自身によれば、名義は向坂だったが、向坂はほとんど関与しておらず、実質的には岡崎の訳である。向坂逸郎没後に夫人のゆきは、自分だけが知っていることとして、向坂逸郎は岩波書店に岡崎との共訳とすることを申し入れたが岩波に拒否され、名義は向坂逸郎訳とするが印税は折半することとした、と語っている。

後に改訳し正式に岡崎次郎訳で、大月書店『マルクス＝エンゲルス全集』を刊行し、同社・国民文庫で『資本論』（全9巻）、および『資本論入門』（解説本）、『資本論書簡』（全3巻、マルクス=エンゲルスの往復書簡の編訳、のち単行本で新版）を刊行した。

### 編集・訳
岡崎次郎は戦後『資本論』及びマルクス主義研究と普及において、たびたび中心として他の研究者に協力を頼み、大きな仕事を成し遂げている。マルクス主義の翻訳にたいして大きな貢献を果たした。
なお以下の詳細は岡崎の著書『マルクスに凭（）れて六十年　自嘲生涯記』（青土社）に拠る。

#### 『資本論辞典』（1961年（昭和36年）、初版、青木書店）
最初に計画されたのは1955年（昭和30年）だったとされる。岡崎が全体構成、項目、試案を担当した。これによってテスト版として1955年（昭和30年）12月に河出新書として『資本論小辞典』が出された。これにさらに項目を加え再編集がなされた。編集委員会は久留間鮫造、宇野弘蔵、岡崎次郎、大島清、杉本俊郎で組織。途中当初予定された河出書房が経営困難となり、青木書店に出版社は替わるなどの事態が発生した。編集委員による執筆に加え、百数十名に上る執筆者が参加する大事業となった。

#### 『現代マルクス＝レーニン主義事典』（1980年（昭和55年）、初版、社会思想社）
対象を『資本論』に限定せず、より包括的なマルクス主義事典を作ろうという意図で進められた。執筆依頼相手として、古在由重、石堂清倫、渡辺佐平、新田俊三、佐藤経明、山内一男、坂本徳松、新谷敬三郎、小場瀬卓三、山崎八郎、塩田庄兵衛、青木宗也、岩永博、鈴木鴻一郎、藤田勇、小田切秀雄、小山弘健が選ばれた。岡崎自身も執筆をし、他の執筆遅延や執筆放棄などで執筆者からこぼれてくる項目についてもできるかぎり執筆した。

#### 大月書店版『マルクス＝エンゲルス全集』
特にマルクス主義文献の日本での普及に大きな影響を与えた大月書店の『マルクス＝エンゲルス全集』では尽力した。1958年（昭和33年）、大月書店の小林直衛から岡崎は、「ドイツのML主義研究所編集の『マルクス＝エンゲルス全集』（ソ連のML研究所編集『マルクス＝エンゲルス全集』第二版のドイツ語版）がベルリンのディーツ社から刊行されており、その翻訳をやるので中心になってもらいたい」との申し出を受ける。岡崎は2名の監訳として小林が挙げた大内兵衛と細川嘉六のうち、大内兵衛宅へ杉本俊郎と訪問、年なので自分で仕事は出来ないが監訳として名前を出すということで大内は引き受けてくれたという。各巻には巻頭にソ連研究所のドイツ語訳とドイツ研究所の序文がついていたが、村田陽一が前者翻訳をロシア語原文から、岡崎は後者翻訳を全巻担当した。1959年（昭和34年）10月から1968年（昭和43年）10月までに第20巻までが出た。第21巻と第22巻の2巻のところで3年間出ない期間があったものの、その後は順調で、1975年（昭和50年）秋には全39巻の刊行が終了した。同全集では『資本論』新訳をはじめ、『剰余価値学説史』新訳、『マルクス＝エンゲルス書簡集』新訳も含まれている。

#### 『剰余価値学説史』初訳
『剰余価値学説史』初訳では当初国民文庫での分冊刊行が計画され、当初大島清と時永淑に任せたが、遅々として進む気配はなく、1分冊に1年かかるペースに業を煮やした小林直衛の指示で第5分冊までで大島＝時永訳は打ち切られた。小林直衛の指示もあり、紆余曲折の末、結局岡崎次郎と時永淑でやり遂げることとなった。既刊部分については時永が再訳し岡崎が校閲、残りの部分は岡崎が元訳を担当した。

#### 『剰余価値学説史』新訳
全集版の『剰余価値学説史』では岡崎は手を触れなかったが、岡崎の訳がそのまま使われている箇所も多いため、翻訳者として名前が出ることとなった。

#### 『マルクス＝エンゲルス書簡集』新訳
『マルクス＝エンゲルス書簡集』新訳では、マルクス＝エンゲルス往復書簡だけでなく、二人の生前書いたもので現存する書簡がすべて網羅されている重要なものだった。すでに1950年代に旧全集での資料をもとに『マルクス＝エンゲルス往復書簡』訳に着手し岩波文庫（全3巻）で刊行し、岡崎はここでも他の研究者とともに新全集での翻訳を担当した。なおヒルファディング『金融資本論』（岩波文庫、改版・上下）を訳している。

#### 『資本論』新訳
上記全集のための新たな『資本論』翻訳にも岡崎は取り組んだ。戦後間もない時期に向坂逸郎の紹介でやった『資本論』翻訳を岡崎は改めて検討、全集のための準備として、1958年（昭和33年）、国民文庫版『資本論』のための準備に取りかかった。それにあたって、誤訳や曖昧訳を一掃する、それだけでなく現代の青年にとって読みやすい翻訳にしようとの意図で、東大大学院生だった新田俊三（後に東洋大学教授）、塚本健（後に東京大学教授）、鎌倉孝夫（後に埼玉大学教授）を雇い手伝ってもらうこととした。1961年（昭和36年）5月から1964年（昭和39年）9月まで、国民文庫版全11冊を完成した。その後、全集版翻訳にあたって、今度はこの国民文庫版を検討するために命尾孝子という学生に原稿用紙に書きとらせ、それを修正する手法をとった。全集版『資本論』翻訳は1965年（昭和40年）9月から1967年（昭和42年）3月まで全集23-25巻（全5分冊）として刊行された。

#### 向坂逸郎が岡崎次郎におよぼしたもの
向坂逸郎が岡崎次郎におよぼしたものは岡崎の自叙伝にたびたび登場するが、大月書店版『マルクス＝エンゲルス全集』でも向坂は登場する。岡崎自身の筆によれば、上記国民文庫版『資本論』翻訳で3人の大学院生に手つだってもらった際、通称〈向坂塾〉の学生だった3人から岡崎新訳『資本論』の手伝いをしていることを知ると、向坂は、それは君たちが自分の商売敵になることで、今後は絶交すると言ったと岡崎は知る。これを聴いた岡崎は、さほど3人の翻訳が良くなかったこともあったが、3人を手放した。

#### 岩波文庫版『資本論』
向坂逸郎の介入はそれだけではなかった。まだ大月書店の全集版『資本論』が刊行中だった1966年（昭和41年）夏、岡崎が他社で『資本論』を翻訳出版していることを知った向坂が怒り、岡崎への印税差し止めを岩波書店に訴えており、そのため印税が止まったことを岡崎は知る。向坂は岩波側に書面で通知してきたとのことで、岡崎はそれを読んだが、「他社から出すとは重大な裏切り行為」であり「いずれ弁護士を代理人として差し向け厳重に糾明する」ことが書いてあった。
岩波の担当者はまだ若く、20年前の翻訳版も大部分は岡崎によることは何も知らなかった。結局、向坂と直接の交渉をすることになり、1967年（昭和42年）3月に夫人同伴の向坂と岡崎は新橋のレストラン（千疋屋）で会った。会談では向坂はにこやかで、「あなたの気持もよく分かった。いろいろ物入りもかさむので一つ宜しく」と言った。数日後に岡崎は今年10月いっぱいで印税は放棄する旨の手紙を出した。向坂からは「それでけっこう」との簡単な返事がきた。同年10月、岩波書店「マルクス『資本論』100年記念、向坂逸郎訳『資本論』全4冊」という新聞広告をみた岡崎は、向坂の「2枚も3枚も上手」を知り同時にそれまでつなぎ止めてきた敬愛を失った。一方で、向坂逸郎側は別の理解をしている。